# Вишневе
Вишневе (укр. Вишневе) град је Украјини у Кијевској области. Према процени из 2012. у граду је живело 37.012 становника.

## Становништво
Према процени, у граду је 2012. живело 37.012 становника.
| 1979.  | 1989.  | 2001.  | 2012.  |
| ------ | ------ | ------ | ------ |
| 23.239 | 30.669 | 34.465 | 37.012 |